# Malé Ludince
Malé Ludince es un municipio del distrito de Levice en la región de Nitra, Eslovaquia, con una población estimada a final del año 2024 de 170 habitantes.
Se encuentra ubicado al este de la región, cerca de los ríos Ipoly y Hron (ambos, afluentes izquierdos del Danubio) y de la frontera con la región de Banská Bystrica.

## Demografía
| Año        | 1994 | 2004    | 2014     | 2024    |
| ---------- | ---- | ------- | -------- | ------- |
| Población  | 217  | 203     | 180      | 170     |
| Diferencia |      | −6,45 % | −11,33 % | −5,55 % |

| Año        | 2023 | 2024    |
| ---------- | ---- | ------- |
| Población  | 169  | 170     |
| Diferencia |      | +0,59 % |